# Blizzard Worldwide Invitational

Le Blizzard WorldWide Invitational est un événement qui a été organisé entre 2004 et 2008 par Blizzard Entertainment pour rencontrer les joueurs, proposer des démos jouables de ses jeux à paraître, et proposer divers autres activités liées aux univers de Warcraft, StarCraft, Diablo.
L’événement qui ressemble au WorldWide Invitational, aux États-Unis, est la BlizzCon.
Le salon WWI 2008 s’est terminé par un concert de clôture, où se produisirent entre autres le groupe L80ETC, composé d’employés de la société.

## Historique
| Édition | Dates                 | Lieu                                             | Prix d’entrée | Annonce de jeu | Clé bêta et autres bonus | Jeux jouables                     | Site web      |
| ------- | --------------------- | ------------------------------------------------ | ------------- | -------------- | ------------------------ | --------------------------------- | ------------- |
| 1       | 15 au 18 janvier 2004 | Séoul, Corée du Sud                              | ?             | Aucune         | ?                        | ?                                 | ?             |
| 2       | 3 au 5 février 2006   | Séoul, Corée du Sud, COEX Convention Center (en) | ?             | Aucune         | ?                        | ?                                 | (en) WWI 2006 |
| 3       | 19 et 20 mai 2007     | Séoul, Corée du Sud                              | Gratuit       | StarCraft II   | Aucune                   | Aucun                             | WWI 2007      |
| 4       | 28 et 29 juin 2008    | Paris, France, Porte de Versailles               | 70 euros      | Diablo III     | WoW Wrath Lich King,     | StarCraft II, WoW Wrath Lich King | WWI 2008      |